# Walter W. Bacon
Walter Wolfkiel Bacon (ur. 20 stycznia 1880 w New Castle w stanie Delaware, zm. 18 marca 1962 w Wilmington w stanie Delaware) – amerykański polityk, działacz Partii Republikańskiej.
Od 1935 do 1940 pełnił funkcję burmistrza Wilmington. W latach 1941–1949 był gubernatorem Delaware.
28 listopada 1906 poślubił Mabel H. McDaniel. Małżeństwo nie miało dzieci.